# Anomala cardinalis
Anomala cardinalis är en skalbaggsart som beskrevs av Ohaus 1911. Anomala cardinalis ingår i släktet Anomala och familjen Rutelidae. Inga underarter finns listade i Catalogue of Life.